# Rachael Harris
Rachael Harris (n. 12 ianuarie 1968, Worthington⁠(d), Ohio, SUA) este o actriță americană. A fost nominalizată la premiile Independent Spirit și Saturn.
În film, Harris a jucat roluri principale ca: Susan Heffley în seria de filme Jurnalul unui puști (2010–2012) și Linda White în Natural Selection (2011). Printre rolurile sale secundare notabile se numără filmele For Your Consideration (2006), Marea mahmureală (2009), Bad Words (2013), O noapte la muzeu: Secretul faraonului (2014), Old Dads (2023) și Mother of the Bride (2024).
În televiziune, Harris a jucat roluri principale ca de exemplu: Cooper în sitcomul ABC Notes from the Underbelly (2007–2008), Joanne Dunlevy în sitcomul Fox Surviving Jack (2014), Dr. Linda Martin în serialul de fantezie urbană Fox / Netflix Lucifer (2016–2021) și Nora în sezonul 1 al serialului de groază Disney+ / Hulu Goosebumps (2023). În rol secundar a apărut ca Sheila Sazs în serialul USA Network Suits (2012–2019).

## Filmografie

### Film
| An   | Titlu                                   | Rol                       | Note                    |
| ---- | --------------------------------------- | ------------------------- | ----------------------- |
| 1992 | Treehouse Trolls                        | Treehouse Mom             | Debut, casetă video VHS |
| 1996 | The Disappearance of Kevin Johnson      | Fornaio Waitress #2       |                         |
| 2000 | Best in Show                            | Winky's Party Guest       |                         |
| 2002 | Showtime                                | Teacher                   |                         |
| 2002 | Stuart Little 2                         | Additional voices         |                         |
| 2003 | A Mighty Wind                           | Steinbloom's Assistant    |                         |
| 2003 | Daddy Day Care                          | Co-Worker Elaine          |                         |
| 2003 | The Haunted Mansion                     | Mrs. Coleman              |                         |
| 2004 | Starsky & Hutch                         | Mrs. Feldman's Friend     |                         |
| 2004 | After the Sunset                        | June                      |                         |
| 2005 | Kicking & Screaming                     | Ann Hogan                 |                         |
| 2006 | For Your Consideration                  | Debbie Gilchrist          |                         |
| 2007 | Matters of Life and Dating              | Carla                     |                         |
| 2007 | License to Wed                          | Janine                    |                         |
| 2007 | Evan Almighty                           | Ark Reporter              |                         |
| 2009 | The Hangover                            | Melissa                   |                         |
| 2009 | The Soloist                             | Leslie Bloom              |                         |
| 2010 | Diary of a Wimpy Kid                    | Susan Heffley             |                         |
| 2011 | Diary of a Wimpy Kid: Rodrick Rules     | Susan Heffley             |                         |
| 2011 | Natural Selection                       | Linda                     |                         |
| 2012 | Diary of a Wimpy Kid: Dog Days          | Susan Heffley             |                         |
| 2012 | Wreck-It Ralph                          | Deanna                    | Voce                    |
| 2013 | Bad Words                               | Mama lui Eric Tai         |                         |
| 2014 | Lovesick                                | Roberta                   |                         |
| 2014 | Night at the Museum: Secret of the Tomb | Madeline Phelps           |                         |
| 2015 | Barely Lethal                           | Mrs. Larson               |                         |
| 2015 | Freaks of Nature                        | Mrs. Mosely               |                         |
| 2016 | Brother Nature                          | Aunt Pam                  |                         |
| 2019 | International Falls                     | Dee                       |                         |
| 2023 | Old Dads                                | Dr. Lois Shmieckel-Turner |                         |
| 2024 | Unfrosted                               | Anna Cabana               |                         |
| 2024 | Mother of the Bride                     | Janice                    |                         |

### Televiziune
| An        | Titlu                                   | Rol                                   | Note                                                                         |
| --------- | --------------------------------------- | ------------------------------------- | ---------------------------------------------------------------------------- |
| 1993      | SeaQuest DSV                            | Rose                                  | 1 episode                                                                    |
| 1997      | Star Trek: Voyager                      | Martis                                | Episodul: "Before and After"                                                 |
| 1998      | Sister, Sister                          | Simone                                | 5 episoade                                                                   |
| 1999      | Serial Experiments Lain                 | Cavaler femeie                        | Voce: versiunea în engleză                                                   |
| 2000      | The Amanda Show                         |                                       | 1 episod                                                                     |
| 2000      | Two Guys and a Girl                     | Pregnant Damsel                       | 1 episod                                                                     |
| 2001      | Grosse Pointe                           | Reporter                              | 1 episode                                                                    |
| 2001      | Three Sisters                           | Sal                                   | 1 episod                                                                     |
| 2002–2003 | The Daily Show                          | Corespondent                          |                                                                              |
| 2002      | Judging Amy                             | Alumni Volunteer #2                   | 1 episode                                                                    |
| 2002      | Friends                                 | Julie                                 | Episodul: "The One Where Rachel Has a Baby (Part 1)"                         |
| 2003      | Frasier                                 | Erin                                  | Episodul: "Guns N' Neuroses"                                                 |
| 2003      | Stuart Little                           | Margalo                               | Episodul: "A Model Driver"                                                   |
| 2003–2009 | Reno 911!                               | Debbie Dangle-Frost, Claire the Madam | 6 episoade                                                                   |
| 2004      | Curb Your Enthusiasm                    | Joanne                                | 2 episoade                                                                   |
| 2004      | According to Jim                        | Mindy                                 | 1 episod                                                                     |
| 2004      | The West Wing                           | Corrine McKenna                       | Episodul: "The Hubbert Peak"                                                 |
| 2005      | Fat Actress                             | Kevyn Shecket                         | 7 episoade                                                                   |
| 2005      | Monk                                    | Alice Westergren                      | Episodul: "Mr. Monk and the Secret Santa"                                    |
| 2005      | Committed                               | Ruby                                  | 1 episod                                                                     |
| 2005      | 8 Simple Rules                          | Margaret Brandenbauerbern             | 1 episod                                                                     |
| 2007      | The New Adventures Of Old Christine     | Claire                                | 1 episode                                                                    |
| 2007      | Notes from the Underbelly               | Cooper                                | Rol principal                                                                |
| 2007      | Matters of Life and Dating              | Carla                                 | Film TV                                                                      |
| 2007–2008 | The Sarah Silverman Program             | School Teacher                        | 2 episoade                                                                   |
| 2008      | Desperate Housewives                    | Sandra Birch                          | Episodul: "City on Fire"                                                     |
| 2008      | CSI: Crime Scene Investigation          | Megan                                 | 1 episod - Two and a Half Deaths                                             |
| 2008      | Pushing Daisies                         | Georgeann Heaps                       | 1 episod                                                                     |
| 2008      | Suburban Shootout                       | Natalie Davenport                     | Pilot                                                                        |
| 2008      | Hollywood Residential                   | Rachael                               | Voce, 3 episoade                                                             |
| 2008      | Frisky Dingo                            | A.L.E.X.                              | 2 episoade                                                                   |
| 2008      | Emily's Reasons Why Not                 | Lila Cox-Weiner                       | 1 episod                                                                     |
| 2008–2009 | Worst Week                              | Julie                                 | 2 episoade                                                                   |
| 2008–2010 | The Life & Times of Tim                 | Adam's Date                           | Voce, 3 episoade                                                             |
| 2009      | Cougar Town                             | Shanna                                | 1 episod                                                                     |
| 2009      | True Jackson, VP                        | Kitty Monreaux                        | 1 episod                                                                     |
| 2009      | In the Motherhood                       | Blair                                 | 5 episoade                                                                   |
| 2010      | My Boys                                 | Marcia                                | 3 episoade                                                                   |
| 2010      | Glenn Martin, DDS                       | Melissa the Wedding Planner           | Voce, 1 episod                                                               |
| 2010      | Childrens Hospital                      | Mrs. Throman                          | 1 episod                                                                     |
| 2010      | The Good Guys                           | Cynthia Savage                        | 1 episod                                                                     |
| 2010      | Party Down                              | Marguerite Tayler                     | 1 episode                                                                    |
| 2010      | Gary Unmarried                          | Rachael                               | 1 episod                                                                     |
| 2011      | Modern Family                           | Amelia                                | Episodul: "Caught in the Act"                                                |
| 2011      | Archer                                  | Rona Thorne                           | 1 episod                                                                     |
| 2011      | $#*! My Dad Says                        | Soledad Cho                           | 1 episod                                                                     |
| 2012      | New Girl                                | Tanya Lamontagne                      | 4 episoade                                                                   |
| 2012      | Happy Endings                           | Suzanne                               | Episodul "Sabado Free-Gante"                                                 |
| 2013      | Newsreaders                             | Wendy Hayflack                        | 1 episod                                                                     |
| 2013      | The Office                              | Rachael                               | 1 episod                                                                     |
| 2012–2019 | Suits                                   | Sheila Sazs                           | 27 episoade (Invitată: sezoanele 2–5; rol secundar: sez. 7–9)                |
| 2014      | Surviving Jack                          | Joanne Dunlevy                        | Rol principal                                                                |
| 2014      | Maron                                   | Rolul ei                              | 1 episod                                                                     |
| 2014      | Bad Judge                               | Dana McCoy                            | 1 episod                                                                     |
| 2015      | Gortimer Gibbon's Life on Normal Street | Mayor                                 | 1 episod                                                                     |
| 2015      | BoJack Horseman                         | Cardigan Burke (voce)                 | 1 episod                                                                     |
| 2015      | RuPaul's Drag Race                      | Rolul ei/Juecătoare                   | 1 episod                                                                     |
| 2016–2021 | Lucifer                                 | Dr. Linda Martin                      | Rol principal                                                                |
| 2018      | Hell's Kitchen                          | Rolul ei                              | invitat co-VIP la cină pentru echipa albastră; Episodul: "Hell Freezes Over" |
| 2020      | Make It Work!                           | Rolul ei                              | Special TV                                                                   |
| 2022      | Ghosts                                  | Sheryl                                | 1 episod                                                                     |
| 2023      | Fantasy Island                          | Tara Bendetti                         | 1 episod                                                                     |
| 2023      | Goosebumps                              | Nora                                  | Rol principal (sez. 1)                                                       |

## Premii și nominalizări
| An   | Premiu                    | Categorie                              | Lucrare nominalizată | Rezultat     |
| ---- | ------------------------- | -------------------------------------- | -------------------- | ------------ |
| 2012 | Independent Spirit Awards | Cea mai bună actriță                   | Natural Selection    | Nominalizare |
| 2022 | Saturn Awards             | Best Guest Starring Role on Television | Ghosts               | Nominalizare |